# Coppa Bernocchi 2021
La Coppa Bernocchi-Gran Premio Banco BPM 2021, centoduesima edizione della corsa, valevole come quarantesima prova dell'UCI ProSeries 2021 e sedicesima della Ciclismo Cup 2021 categoria 1.Pro, si svolse il 4 ottobre 2021 su un percorso di 197,15 km, con partenza e arrivo a Legnano, in Italia. La vittoria fu appannaggio del belga Remco Evenepoel, il quale completò la corsa in 4h26'13", alla media di 44,434 km/h, precedendo gli italiani Alessandro Covi e Fausto Masnada.
Sul traguardo di Legnano 100 ciclisti, su 170 partiti dalla medesima località, portarono a termine la manifestazione.

## Squadre e corridori partecipanti
| N.      | Cod. | Squadra                |
| ------- | ---- | ---------------------- |
| 1-7     | IGD  | Ineos Grenadiers       |
| 11-17   | AST  | Astana-Premier Tech    |
| 21-27   | BOH  | Bora-Hansgrohe         |
| 31-37   | COF  | Cofidis                |
| 41-47   | DQT  | Deceuninck-Quick Step  |
| 51-57   | EFN  | EF Education-Nippo     |
| 61-67   | GFC  | Groupama-FDJ           |
| 71-77   | ISN  | Israel Start-Up Nation |
| 81-87   | MOV  | Movistar Team          |
| 91-97   | BEX  | Team BikeExchange      |
| 101-107 | TQA  | Team Qhubeka NextHash  |
| 111-117 | TFS  | Trek-Segafredo         |
| 121-127 | UAD  | UAE Team Emirates      |

| N.      | Cod. | Squadra                     |
| ------- | ---- | --------------------------- |
| 131-137 | ANS  | Androni Giocattoli-Sidermec |
| 141-147 | BCF  | Bardiani-CSF-Faizanè        |
| 151-157 | CJR  | Caja Rural-Seguros RGA      |
| 161-167 | EOK  | Eolo-Kometa Cycling Team    |
| 171-177 | EUS  | Euskaltel-Euskadi           |
| 181-187 | ARK  | Team Arkéa-Samsic           |
| 191-197 | TEN  | TotalEnergies               |
| 201-207 | THR  | Vini Zabù                   |
| 211-217 | AMO  | Amore & Vita                |
| 221-227 | BTC  | Beltrami TSA Tre Colli      |
| 231-237 | CPK  | Team Colpack Ballan         |
| 241-247 | IWM  | Work Service Marchiol Vega  |

## Ordine d'arrivo (Top 10)
| Pos. | Corridore           | Squadra       | Tempo    |
| ---- | ------------------- | ------------- | -------- |
| 1    | Remco Evenepoel     | Deceuninck    | 4h26'13" |
| 2    | Alessandro Covi     | UAE           | a 1'49"  |
| 3    | Fausto Masnada      | Deceuninck    | a 1'50"  |
| 4    | Samuele Battistella | Astana        | a 2'25"  |
| 5    | Thibaut Pinot       | Groupama      | a 2'26"  |
| 6    | Antonio Puppio      | Qhubeka       | a 2'55"  |
| 7    | J. Sebastián Molano | UAE           | a 8'27"  |
| 8    | Filippo Fiorelli    | Bardiani      | s.t.     |
| 9    | Niccolò Bonifazio   | TotalEnergies | s.t.     |
| 10   | Elia Viviani        | Cofidis       | s.t.     |